# Polydictya sumatrana
Polydictya sumatrana är en insektsart som beskrevs av Schmidt 1910. Polydictya sumatrana ingår i släktet Polydictya och familjen lyktstritar. Inga underarter finns listade i Catalogue of Life.